# Modrásek muškátový
Modrásek muškátový (Cacyreus marshalli) je druh denního motýla z čeledi modráskovitých (Lycaenidae). Rozpětí jeho křídel je 21 až 27 mm. Tmavě hnědí motýli mají na spodní straně zadních křídel dobře patrnou černou skvrnu, která je světle lemovaná a dlouhou tenkou ostruhu.

## Výskyt

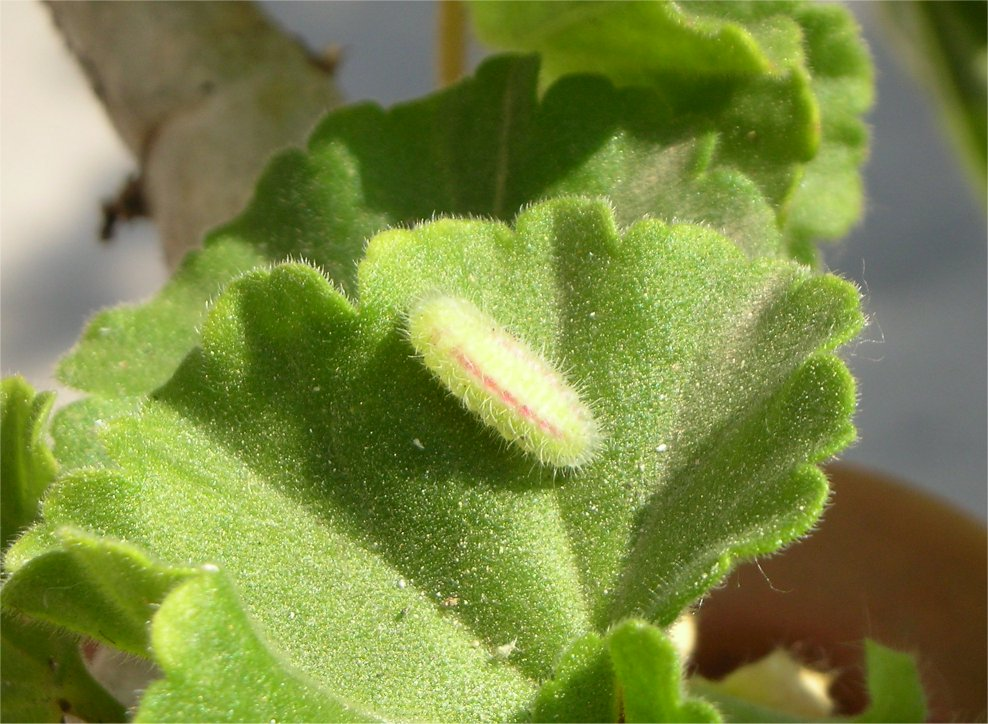
Housenka na živné rostlině

Modrásek muškátový se původně vyskytoval pouze na jihu afrického kontinentu. Odtud byla na konci 80. let 20. století zavlečena jeho vývojová stadia s pěstovanými pelargoniemi na Baleárské ostrovy. Z ostrovů se dále rozšířil do Španělska a poté do dalších zemí na jihu Evropy. V roce 2013 byl jeho výskyt zaznamenán i v Turecku. V České republice byl poprvé zjištěn na konci července v roce 2015 v Ostravě-Porubě. Motýl obývá zahradnictví, zahrady a parky, na jihu Evropy také květnaté ruderály.

## Chování a vývoj
Živnými rostlinami modráska muškátového v Evropě jsou pelargonie (Pelargonium) a v jižní Africe různé druhy pelargonií a kakostů (Geranium). Housenky se živí především květními pupeny a květy, ale konzumují i listy živných rostlin. Na jihu Afriky lze dospělce zahlédnout po celý rok. V jižní Evropě dospělci létají od února do listopadu. Ve střední Evropě není motýl schopen přezimovat ve volné přírodě.

## Ochrana a ohrožení
Jedná se o zavlečený a invazní druh, který je rozšiřován importem pelargonií.